# Neivamyrmex leptognathus
Neivamyrmex leptognathus é uma espécie de formiga do gênero Neivamyrmex.